# Nesiosphaerion caymanensis
Nesiosphaerion caymanensis là một loài bọ cánh cứng trong họ Cerambycidae.